# Alphonse de Bourbon (1936-1989)
Pour les articles homonymes, voir Alphonse de Bourbon et Bourbon.
Titres
Prétendant légitimiste aux trônes de France et de Navarre
20 mars 1975 – 30 janvier 1989
(13 ans, 10 mois et 10 jours)
Héritier du trône de France
(succession légitimiste)
28 février 1941 – 20 mars 1975
(34 ans et 20 jours)
Ambassadeur d'Espagne en Suède
5 décembre 1969 – 22 décembre 1972
(3 ans et 17 jours)
Alphonse de Bourbon (en espagnol : Alfonso de Borbón y Dampierre), duc de Bourbon, duc de Bourgogne (titres de courtoisie), puis duc de Cadix et duc d’Anjou, né le 20 avril 1936 à Rome (Italie) et mort le 30 janvier 1989 à Beaver Creek (Colorado, États-Unis), est fils de Jacques-Henri de Bourbon, petit-fils du roi Alphonse XIII, et cousin germain du roi Juan Carlos Ier d'Espagne.
Aîné par primogéniture mâle des Capétiens, aîné des descendants en ligne directe d'Hugues Capet et de Saint Louis, chef de la maison de France en tant que chef de la maison de Bourbon à la mort de son père Jacques-Henri de Bourbon (le 20 mars 1975), les légitimistes le considèrent comme le roi de France de jure, sous le nom d'Alphonse II.
Il possédait la double nationalité espagnole (héritée de son père) et française (héritée de sa mère) et son passeport français portait mention du titre de courtoisie de « duc d’Anjou » et de la qualification d’altesse royale.

## Biographie
Alphonse de Bourbon est le fils aîné de Jacques-Henri de Bourbon (1908–1975) et de sa première épouse Emmanuelle de Dampierre (1913–2012), fille de Roger de Dampierre (1892–1975).
Il est baptisé en la chapelle du Palais Ruspoli à Rome par le pape Pie XII. Son parrain est son grand-père paternel, l’ancien roi d’Espagne, Alphonse XIII. Sa marraine est sa grand-mère maternel Victoria Ruspoli.
Sur la demande de leur mère, Alphonse et Gonzalve font de fréquents séjours à l’étranger pour pouvoir apprendre des langues. Les deux frères passent ainsi des étés en Belgique avec leur grand-mère maternelle et en Angleterre auprès de leur arrière-grand-tante, la marquise de Milford Haven, puis chez le fils de cette dernière, le comte Mountbatten de Birmanie.
Alphonse de Bourbon est très proche de sa grand-mère, la reine Victoire-Eugénie d’Espagne.
Le 25 novembre 1950, il est titré duc de Bourbon et de Bourgogne par son père, Jacques-Henri de Bourbon, fils aîné du roi Alphonse XIII (il s'agit de titres de courtoisie).
Membre du Gotha, le duc de Cadix assiste à divers événements princiers et royaux tels que le mariage du roi Baudouin de Belgique, celui du roi Charles XVI Gustave de Suède ou encore celui de la princesse Caroline de Monaco. Il est également choisi comme témoin lors du mariage civil de son cousin germain Juan Carlos et de la princesse Sophie de Grèce, le 14 mai 1962,.
Le 19 juillet 1969, le duc de Ségovie (père d’Alphonse) accepte (à la demande de son fils aîné), par une lettre envoyée à Francisco Franco, la désignation comme futur roi d'Espagne de son neveu, Juan Carlos de Bourbon. Cette acceptation est faite « en vue du bien commun de l’Espagne, de la paix et de la prospérité du peuple espagnol ».
Le 23 juillet 1969 à Madrid, Alphonse de Bourbon signe à son tour, comme le fait également l'infant Louis-Alphonse (es) (cousin germain de Jacques-Henri de Bourbon), un acte d’acceptation de la désignation par Francisco Franco de son cousin germain Juan Carlos comme futur roi d’Espagne.
Le 22 novembre 1972, pour la naissance de son fils François, il est titré duc de Cadix avec qualification d'altesse royale par décret du général Franco (grand-père de Carmen Martínez-Bordiú), qui devient arrière-grand-père pour la première fois.
Le 5 février 1984, il est victime d'un grave accident automobile, qui coûte la vie à son fils aîné François (décédé à l’hôpital de Pampelune le 7 février 1984). Il est soigné, à sa demande, en France, à Paris.
En 1987, en qualité de président du Comité olympique espagnol, il visite l'abbaye de Saint-Gilles au cours d'un déplacement dans le Gard qui avait pour but d'identifier de possibles lieux d'entraînement pour les sportifs des Jeux olympiques de Barcelone. Il est accueilli par le député Charles de Chambrun et le peintre Josette Spiaggia. Au cours de la visite, il admire la crypte, la vis et une exposition sur les rois de France.

### Mariage et descendance

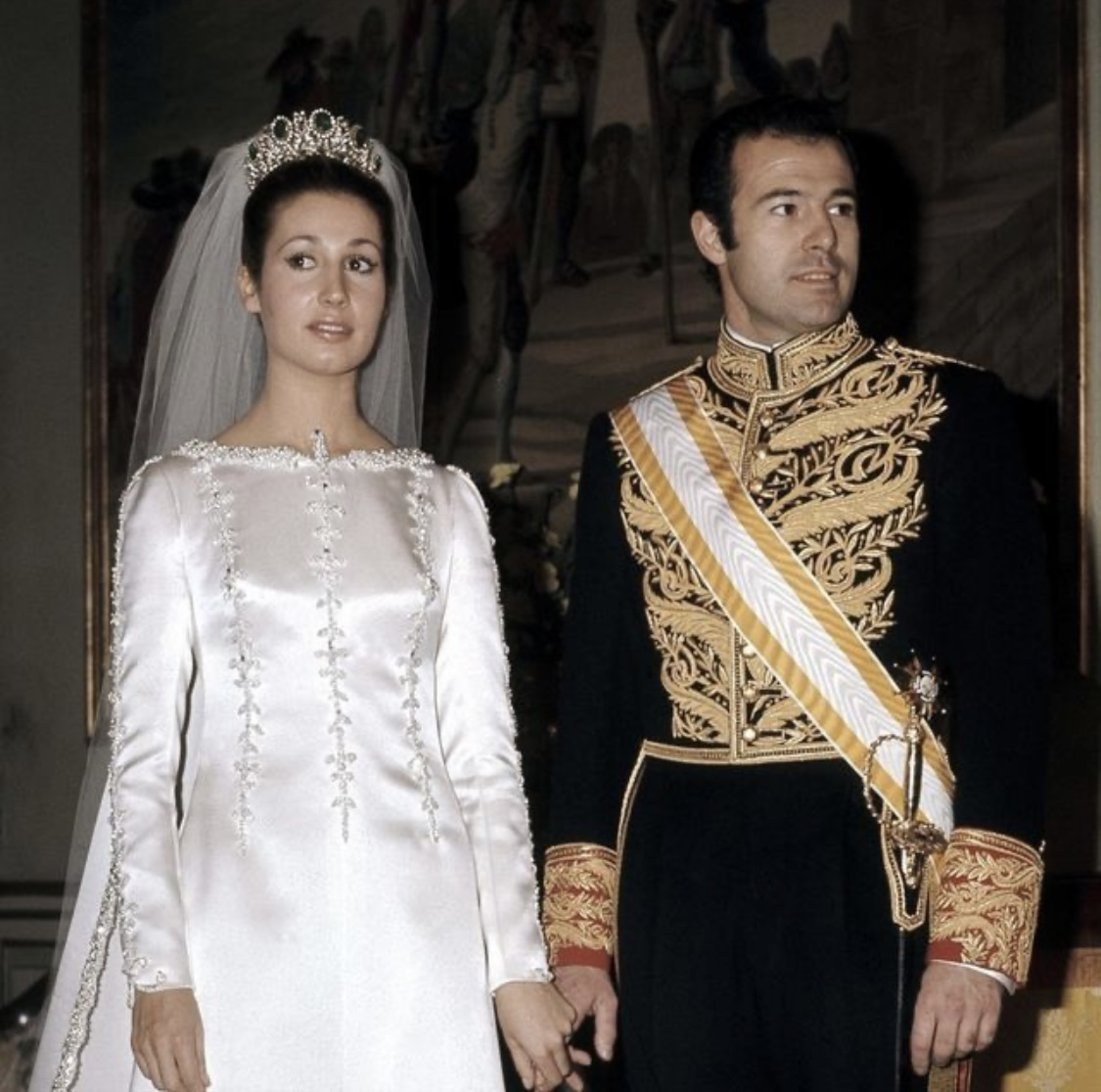
Le duc et la duchesse de Cadix lors de leur mariage en 1972.

Le 8 mars 1972, en la chapelle du palais du Pardo, près de Madrid, il épouse Carmen Martínez-Bordiú y Franco (1951), fille de Cristóbal Martínez-Bordiú (1922-1998), marquis de Villaverde, et de Carmen Franco (1926-2017), elle-même fille du général Francisco Franco. Lors de cette cérémonie retransmise à la télévision espagnole, les nombreux invités comprenaient le prince et la princesse d’Espagne et leurs enfants (dont l’actuel roi Felipe VI), les tantes d’Alphonse (les infantes Beatriz et Marie-Christine), la reine Fabiola de Belgique, la princesse Christine, le prince Bertil et son épouse la princesse Liliane de Suède, le roi et la reine des Hellènes, le prince Rainier et son épouse Grace de Monaco, la reine Géraldine d’Albanie ou encore l’ancien roi de Bulgarie et son épouse.
De ce mariage naissent deux fils :
- François (1972-1984),
- Louis-Alphonse (né en 1974).

Cette union est déclarée nulle par l'Église catholique le 16 décembre 1986 (séparés dès 1979, les deux époux avaient divorcé le 24 mai 1982 à Madrid).
Il était fiancé avec l’archiduchesse Constance de Habsbourg-Lorraine au moment de son décès.

### Carrière professionnelle
- Avocat au Barreau de Madrid ;
- Ambassadeur d'Espagne en Suède du 5 décembre 1969[14] au 22 décembre 1972[15] ;
- Banquier ;
- Président du Comité olympique espagnol ;
- Président de l'Institut pour la culture hispanique du 26 juillet 1973[16] au 8 septembre 1977[17].

### Activités en tant qu'aîné de la maison de Bourbon

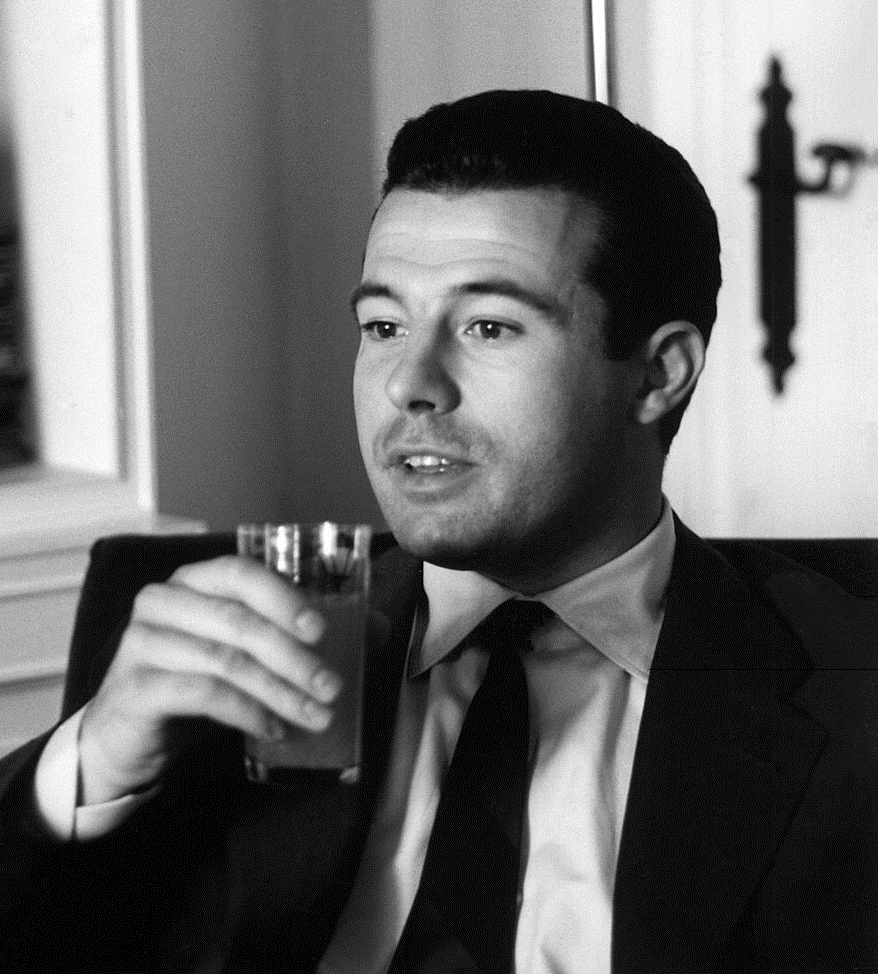
Le prince Alphonse en 1963.

À partir de la fin de l'année 1984, après des mois d'hospitalisation et de rééducation, il vit entre Madrid et la France, multipliant les rencontres, les échanges avec les autorités françaises et les Français, épaulé par l'Institut de la maison de Bourbon.
Pendant l’année 1987, il participe à de nombreuses commémorations officielles du Millénaire capétien en qualité d'aîné des descendants d’Hugues Capet (fondateur en l’an 987 de la dynastie capétienne), le président François Mitterrand lui préférant toutefois son cousin le comte de Paris.
Il est membre titulaire de la Société des Cincinnati de France, où il représente Louis XVI, chef suprême des armées françaises lors de la guerre d'indépendance des États-Unis, Alphonse de Bourbon étant son plus proche parent dans l'ordre de primogéniture masculine. La Société des Cincinnati de France regroupe les descendants (ou collatéraux) par primogéniture masculine des officiers français ayant combattu aux côtés des indépendantistes américains.

### Mort et funérailles
En 1989, alors qu'il teste une piste de ski pour le championnat du monde de ski alpin à Beaver Creek (Colorado, États-Unis), il heurte à pleine vitesse un câble tiré en travers de la piste, qui le blesse mortellement au cou. L'enquête fut ouverte pour homicide avant de conclure à l'accident. Il décède peu après, puis est inhumé à Madrid, dans la chapelle du monastère des Déchaussées royales, aux côtés de son fils aîné. La famille royale d'Espagne est présente à son inhumation, de même qu’un grand nombre de personnalités du Gotha.
Après la messe funéraire, son aumônier, le père Christian-Philippe Chanut se présente sur la tombe encore ouverte du prince Alphonse pour dire la prière issue de la liturgie des rois de France. Puis il prononce l'éloge funèbre à la basilique Saint-Denis.
La double tombe porte l’inscription en espagnol « Sus Altezas Reales don Alfonso y don Francisco de Borbón 20-IV-1936 - 30-I-1989 22-XI-1972 - 7-II-1984 » ainsi que les armes pleines de France, d'azur à trois fleurs de lys d'or.
À sa mort le 30 janvier 1989, c'est son fils cadet, Louis, qui hérite de la prétention légitimiste au trône de France, sous le nom de « Louis XX ».

## Querelles dynastiques françaises
Alphonse de Bourbon était considéré par les légitimistes comme successeur des rois de France et de Navarre sous le nom d'Alphonse II, ce qui était contesté par les orléanistes, partisans quant à eux d’Henri d'Orléans. Ces derniers arguaient notamment des renonciations faites lors des traités d'Utrecht (1713) par Philippe de France, ancêtre direct d’Alphonse de Bourbon, à ses droits sur le trône de France, d'un supposé « vice de pérégrinité » frappant les princes devenus étrangers « sans esprit de retour », ainsi que d’une « fusion » intervenue de facto en 1883 à la mort du comte de Chambord entre orléanistes et légitimistes de l’époque.
Aux yeux des orléanistes, Alphonse de Bourbon n'était « que » Son Altesse Royale don Alfonso de Borbón y Dampierre, duc de Cadix. Ils déniaient à Alphonse de Bourbon le droit de porter les pleines armes de France ainsi que le titre de duc d'Anjou, mais la justice française, saisie en 1988 par le comte de Clermont, a déclaré irrecevable la demande d'interdiction.
Les légitimistes arguent au contraire, au regard des lois fondamentales de succession par primogéniture mâle et d'indisponibilité de la couronne (le roi reçoit la couronne pour en exercer droits et devoirs mais il n'en dispose pas : il ne peut ni abdiquer, ni désigner ni écarter de successeur), d'une nullité des renonciations faites lors des traités d'Utrecht ; ils ne reconnaissent par ailleurs aucun principe d'exclusion des princes devenus étrangers et de leur descendance.

### Port des armes pleines de France
En 1987, Henri d'Orléans, comte de Clermont, fils ainé du comte de Paris, a engagé une action judiciaire, afin de faire interdire à Alphonse de Bourbon, alors chef de la branche aînée de la maison de Bourbon, de porter les armes pleines de France, arguant que les Bourbons se servaient d'un « symbole de la France » à son préjudice.
Nota bene : les armoiries étant des accessoires du nom de famille en droit civil français, un tribunal de la France républicaine est parfaitement habilité à juger d'une usurpation de cet accessoire, mais ce même tribunal est évidemment incompétent pour juger de la querelle dynastique.
Henri d'Orléans a été débouté de sa demande par décision du TGI Paris du 21 décembre 1988.
Précautions du tribunal :
- le tribunal rappelle que les armoiries en question ne sont plus que des emblèmes privés et non un symbole de la France, comme les qualifiait le conseil d'Henri d'Orléans ;
- le tribunal se reconnaît compétent sur le litige héraldique.
- le tribunal précise qu'il n'a pas compétence, en revanche, pour arbitrer la querelle dynastique : « Attendu qu'il n'appartient pas à une juridiction de la République d'arbitrer la rivalité dynastique qui sous-tend en réalité cette querelle héraldique ».

Le tribunal reconnaît :
- l'appartenance de ces armes à la Maison de Bourbon (pas seulement aux aînés mais à toute la famille[citation nécessaire]) et qu'au sein de cette maison, les princes de la Maison d'Orléans forment la branche cadette des Bourbons ;
- que, selon les anciennes coutumes, l'usage de ces armes était réservé aux aînés, alors que les cadets devaient y ajouter un lambel ;
- que les Bourbons d'Espagne les ont portées pleines (sans brisure) depuis la fin du XIXe siècle, sans que les Orléans ne protestent ;
- que le premier comte de Paris en a fait de même et au même moment, à la suite du décès du comte de Chambord ;
- qu'Henri d'Orléans n'a pu apporter la preuve qu'il ait subi un préjudice.

Les Orléans demeurent libres de porter les armes, sans lambel puisque les armoiries appartiennent à toute la famille[citation nécessaire].
Cette décision sera confirmée par la cour d'appel de Paris, 22 novembre 1989 (appel de TGI Paris 21.12.1988 ; D.90, I.R. 4 ; JCP 90.II.21460 ; GP 08.03.1990).
À noter que, moins d'une décennie plus tard, dans une affaire qui ne concernait cette fois que les Orléans (vente publique d'objets mobiliers) et non les Bourbons, la Cour de cassation n'a pas cru utile de prendre les mêmes précautions de forme que le tribunal de grande instance de Paris, relativement à la « querelle de succession » : dans son arrêt du 29 mars 1995, la juridiction suprême parle ainsi du « comte de Paris » et de « la succession de Jean III, Duc de Guise, chef de la Maison de France », désignant Jean d'Orléans et son fils par leur titre de courtoisie, sans naturellement que cela entraîne une reconnaissance juridique de ces titres par la cour, s'agissant de titres non authentifiables par le Sceau de France, et ne pouvant donc bénéficier d'un arrêté d'investiture par le ministère de la Justice.

## Dans la culture populaire
Le prince Alphonse est le héros de la mini-série espagnole Alfonso, el príncipe maldito de 2010. Son rôle est interprété par l'acteur José Luis García Pérez.

## Titulature et décorations

### En Espagne
En Espagne, les titres qu'a portés Alphonse de Bourbon sont des titres réguliers accordés par l’État espagnol depuis 1972 puis par le royaume d'Espagne.

#### Titres officiels
- 20 avril 1936 – 22 novembre 1972 : Son Excellence don Alfonso de Borbón y de Dampierre, grand d'Espagne (comme fils d'un infant d'Espagne, n'ayant pas reçu le titre d'infant de grâce) ;
  - Son Altesse Royale don Alfonso de Borbón y Dampierre[14]
- 22 novembre 1972 – 30 janvier 1989 : Son Altesse Royale le duc de Cadix.

#### Titres de courtoisie
- 6 septembre 1938 – 28 février 1941 : Son Altesse Royale don Alfonso de Borbón y de Dampierre, infant d'Espagne (comme fils d'un prince des Asturies) ;
- 28 février 1941 – 23 juillet 1969 : Son Altesse Royale don Alfonso de Borbón y de Dampierre, prince des Asturies (comme fils d'un prétendant au trône d'Espagne) ;
- 23 juillet 1969 – 22 novembre 1972 : Son Altesse Royale don Alfonso de Borbón y de Dampierre, infant d'Espagne (après avoir signé l'acte d'acceptation de la désignation du prince d'Espagne).

Le décret no 3 226 du 22 novembre 1972 du général Franco donne à Alphonse de Bourbon le titre de duc de Cadix, avec prédicat d’altesse royale, et transmet à son conjoint et à « ses descendants directs » le même prédicat. Néanmoins, le décret royal no 1368 du 6 novembre 1987 de Juan Carlos Ier rend le titre d'Alphonse de Bourbon viager et la qualification d'altesse royale intransmissible aux « consorts [et] enfants » (troisième disposition transitoire). Son ex-épouse, Carmen Martínez-Bordiú y Franco, rappelle que la qualification d'altesse royale figure sur l'acte de naissance de leur fils, Louis de Bourbon (1974), et celui-ci affirme qu'étant né altesse royale, avant le décret de 1987, il conserve donc cette distinction à caractère viager.
Il faut noter que le père d'Alphonse de Bourbon, Jacques-Henri de Bourbon, infant d'Espagne, a récusé ses renonciations par lettres du 6 décembre 1949. Pour les monarchistes espagnols partisans de son père, Alphonse de Bourbon a porté la qualification d'altesse royale, sans qu'elle soit reconnue officiellement (mais à titre de courtoisie) par l'État espagnol jusqu'au 22 novembre 1972.

### En France
Les titres portés par les membres de la maison de Bourbon n’ont pas d’existence juridique en France et sont considérés comme des titres de courtoisie. Ils sont attribués par le « chef de maison ». Comme prétendant au trône de France, Alphonse de Bourbon porta les titres suivants :
- 20 avril 1936 – 28 février 1941 : Son Altesse Royale le prince Alphonse de Bourbon ;
- 28 février 1941 – 25 novembre 1950 : Son Altesse Royale le dauphin de France ;
- 25 novembre 1950 – 20 mars 1975 : Son Altesse Royale le dauphin de France, duc de Bourbon et de Bourgogne ;
- 20 mars 1975 – 3 août 1975 : Son Altesse Royale le duc de Bourbon ;
- 3 août 1975 – 30 janvier 1989 : Son Altesse Royale le duc d'Anjou.

### Décorations

#### Décorations officielles
- Espagne

| Grand Croix de l'ordre d'Isabelle la Catholique | Grand-croix de l'ordre d'Isabelle la Catholique (17 février 1972), |

- Ordre souverain de Malte

| Chevalier d’honneur et de dévotion de l’ordre de Malte | Chevalier d’honneur et de dévotion de l’ordre souverain de Malte (24 juin 1972), |

- Suède

| Commandeur Grand Croix de l'ordre de l'Étoile polaire (Suède) | Commandeur grand-croix de l'ordre de l'Étoile polaire, |

- États-Unis d'Amérique

| Membre de l'ordre de Cincinnatus (1987) Alphonse de Bourbon était membre de la Société des Cincinnati comme représentant de Louis XVI. |

#### Décorations dynastiques françaises
En qualité de chef de la maison de Bourbon et prétendant légitimiste au trône de France, Alphonse de Bourbon revendique la grande maîtrise des ordres dynastiques traditionnels. Il a prêté le serment traditionnel de grand maître de l'ordre du Saint-Esprit le 18 janvier 1976.
- Légitimisme

| Ordre du Saint-Esprit | Chevalier (nommé le 2 février 1972 et reçu le 8 mars 1972) puis 18e grand-maître de l'ordre du Saint-Esprit (1975) (disputé) |
| Ordre de Saint-Michel | 25e grand-maître de l'ordre de Saint-Michel (1975) (disputé)                                                                 |
| Ordre de Sainte-Louis | 15e grand-maître de l'ordre royal et militaire de Saint-Louis (1975) (disputé)                                               |
|                       | Grand-maître de l'ordre du Lys (1975)                                                                                        |

#### Décorations dynastiques étrangères
- Royaume d'Espagne

| Chevalier de l’ordre de la Toison d’or | Chevalier de l’ordre de la Toison d’or (nommé par son père le 25 décembre 1971 et reçu le 6 mars 1972), |

- Royaume des Deux-Siciles

| Ordre sacré et militaire constantinien de Saint-Georges | Bailli grand-croix de justice de l'ordre sacré et militaire constantinien de Saint-Georges |

- Royaume d'Italie

| Ordre des Saints-Maurice-et-Lazare | Chevalier grand-croix de l'ordre des Saints-Maurice-et-Lazare |

- Géorgie

| Ordre des Saints-Maurice-et-Lazare | Chevalier de l'Ordre de l'Aigle |

## Ascendance
|  |                                                            |  |  |  |  |  |  |  |  |  |  |  |  |  |  |  |
|  | 16. François d'Assise, roi consort d’Espagne               |  |  |  |  |  |  |  |  |  |  |  |  |  |  |  |
|  |                                                            |  |  |  |  |  |  |  |  |  |  |  |  |  |  |  |
|  |                                                            |  |  |  |  |  |  |  |  |  |  |  |  |  |  |  |
|  | 8. Alphonse XII, roi d'Espagne                             |  |  |  |  |  |  |  |  |  |  |  |  |  |  |  |
|  |                                                            |  |  |  |  |  |  |  |  |  |  |  |  |  |  |  |
|  |                                                            |  |  |  |  |  |  |  |  |  |  |  |  |  |  |  |
|  | 17. Isabelle II, reine d'Espagne                           |  |  |  |  |  |  |  |  |  |  |  |  |  |  |  |
|  |                                                            |  |  |  |  |  |  |  |  |  |  |  |  |  |  |  |
|  |                                                            |  |  |  |  |  |  |  |  |  |  |  |  |  |  |  |
|  | 4. Alphonse XIII, roi d'Espagne                            |  |  |  |  |  |  |  |  |  |  |  |  |  |  |  |
|  |                                                            |  |  |  |  |  |  |  |  |  |  |  |  |  |  |  |
|  |                                                            |  |  |  |  |  |  |  |  |  |  |  |  |  |  |  |
|  | 18. Archiduc Charles-Ferdinand d’Autriche                  |  |  |  |  |  |  |  |  |  |  |  |  |  |  |  |
|  |                                                            |  |  |  |  |  |  |  |  |  |  |  |  |  |  |  |
|  |                                                            |  |  |  |  |  |  |  |  |  |  |  |  |  |  |  |
|  | 9. Archiduchesse Marie-Christine d’Autriche                |  |  |  |  |  |  |  |  |  |  |  |  |  |  |  |
|  |                                                            |  |  |  |  |  |  |  |  |  |  |  |  |  |  |  |
|  |                                                            |  |  |  |  |  |  |  |  |  |  |  |  |  |  |  |
|  | 19. Archiduchesse Élisabeth-Françoise de Hongrie           |  |  |  |  |  |  |  |  |  |  |  |  |  |  |  |
|  |                                                            |  |  |  |  |  |  |  |  |  |  |  |  |  |  |  |
|  |                                                            |  |  |  |  |  |  |  |  |  |  |  |  |  |  |  |
|  | 2. Jacques-Henri de Bourbon, duc d'Anjou et de Ségovie     |  |  |  |  |  |  |  |  |  |  |  |  |  |  |  |
|  |                                                            |  |  |  |  |  |  |  |  |  |  |  |  |  |  |  |
|  |                                                            |  |  |  |  |  |  |  |  |  |  |  |  |  |  |  |
|  | 20. Prince Alexandre de Hesse-Darmstadt                    |  |  |  |  |  |  |  |  |  |  |  |  |  |  |  |
|  |                                                            |  |  |  |  |  |  |  |  |  |  |  |  |  |  |  |
|  |                                                            |  |  |  |  |  |  |  |  |  |  |  |  |  |  |  |
|  | 10. Prince Henri de Battenberg                             |  |  |  |  |  |  |  |  |  |  |  |  |  |  |  |
|  |                                                            |  |  |  |  |  |  |  |  |  |  |  |  |  |  |  |
|  |                                                            |  |  |  |  |  |  |  |  |  |  |  |  |  |  |  |
|  | 21. Julie-Thérèse de Hauke, princesse de Battenberg        |  |  |  |  |  |  |  |  |  |  |  |  |  |  |  |
|  |                                                            |  |  |  |  |  |  |  |  |  |  |  |  |  |  |  |
|  |                                                            |  |  |  |  |  |  |  |  |  |  |  |  |  |  |  |
|  | 5. Princesse Victoire-Eugénie de Battenberg                |  |  |  |  |  |  |  |  |  |  |  |  |  |  |  |
|  |                                                            |  |  |  |  |  |  |  |  |  |  |  |  |  |  |  |
|  |                                                            |  |  |  |  |  |  |  |  |  |  |  |  |  |  |  |
|  | 22. Prince Albert de Saxe-Cobourg-Gotha                    |  |  |  |  |  |  |  |  |  |  |  |  |  |  |  |
|  |                                                            |  |  |  |  |  |  |  |  |  |  |  |  |  |  |  |
|  |                                                            |  |  |  |  |  |  |  |  |  |  |  |  |  |  |  |
|  | 11. Princesse Béatrice du Royaume-Uni                      |  |  |  |  |  |  |  |  |  |  |  |  |  |  |  |
|  |                                                            |  |  |  |  |  |  |  |  |  |  |  |  |  |  |  |
|  |                                                            |  |  |  |  |  |  |  |  |  |  |  |  |  |  |  |
|  | 23. Reine Victoria du Royaume-Uni                          |  |  |  |  |  |  |  |  |  |  |  |  |  |  |  |
|  |                                                            |  |  |  |  |  |  |  |  |  |  |  |  |  |  |  |
|  |                                                            |  |  |  |  |  |  |  |  |  |  |  |  |  |  |  |
|  | 1. Alphonse de Bourbon, duc d'Anjou et de Cadix            |  |  |  |  |  |  |  |  |  |  |  |  |  |  |  |
|  |                                                            |  |  |  |  |  |  |  |  |  |  |  |  |  |  |  |
|  |                                                            |  |  |  |  |  |  |  |  |  |  |  |  |  |  |  |
|  | 24. Vicomte Henri de Dampierre                             |  |  |  |  |  |  |  |  |  |  |  |  |  |  |  |
|  |                                                            |  |  |  |  |  |  |  |  |  |  |  |  |  |  |  |
|  |                                                            |  |  |  |  |  |  |  |  |  |  |  |  |  |  |  |
|  | 12. Richard de Dampierre, 1er duc de San Lorenzo Nuovo     |  |  |  |  |  |  |  |  |  |  |  |  |  |  |  |
|  |                                                            |  |  |  |  |  |  |  |  |  |  |  |  |  |  |  |
|  |                                                            |  |  |  |  |  |  |  |  |  |  |  |  |  |  |  |
|  | 25. Elizabeth Tayloe Corbin                                |  |  |  |  |  |  |  |  |  |  |  |  |  |  |  |
|  |                                                            |  |  |  |  |  |  |  |  |  |  |  |  |  |  |  |
|  |                                                            |  |  |  |  |  |  |  |  |  |  |  |  |  |  |  |
|  | 6. Roger de Dampierre, 2e duc de San Lorenzo Nuovo         |  |  |  |  |  |  |  |  |  |  |  |  |  |  |  |
|  |                                                            |  |  |  |  |  |  |  |  |  |  |  |  |  |  |  |
|  |                                                            |  |  |  |  |  |  |  |  |  |  |  |  |  |  |  |
|  | 26. Pierre Étienne Carraby                                 |  |  |  |  |  |  |  |  |  |  |  |  |  |  |  |
|  |                                                            |  |  |  |  |  |  |  |  |  |  |  |  |  |  |  |
|  |                                                            |  |  |  |  |  |  |  |  |  |  |  |  |  |  |  |
|  | 13. Jeanne Marie Carraby                                   |  |  |  |  |  |  |  |  |  |  |  |  |  |  |  |
|  |                                                            |  |  |  |  |  |  |  |  |  |  |  |  |  |  |  |
|  |                                                            |  |  |  |  |  |  |  |  |  |  |  |  |  |  |  |
|  | 27. Marie Marguerite Ybry                                  |  |  |  |  |  |  |  |  |  |  |  |  |  |  |  |
|  |                                                            |  |  |  |  |  |  |  |  |  |  |  |  |  |  |  |
|  |                                                            |  |  |  |  |  |  |  |  |  |  |  |  |  |  |  |
|  | 3. Emmanuelle de Dampierre, duchesse d'Anjou et de Ségovie |  |  |  |  |  |  |  |  |  |  |  |  |  |  |  |
|  |                                                            |  |  |  |  |  |  |  |  |  |  |  |  |  |  |  |
|  |                                                            |  |  |  |  |  |  |  |  |  |  |  |  |  |  |  |
|  | 28. Prince Bartolomeo Ruspoli                              |  |  |  |  |  |  |  |  |  |  |  |  |  |  |  |
|  |                                                            |  |  |  |  |  |  |  |  |  |  |  |  |  |  |  |
|  |                                                            |  |  |  |  |  |  |  |  |  |  |  |  |  |  |  |
|  | 14. Emanuele Ruspoli, 1er prince de Poggio Suasa           |  |  |  |  |  |  |  |  |  |  |  |  |  |  |  |
|  |                                                            |  |  |  |  |  |  |  |  |  |  |  |  |  |  |  |
|  |                                                            |  |  |  |  |  |  |  |  |  |  |  |  |  |  |  |
|  | 29. Carolina Ratti                                         |  |  |  |  |  |  |  |  |  |  |  |  |  |  |  |
|  |                                                            |  |  |  |  |  |  |  |  |  |  |  |  |  |  |  |
|  |                                                            |  |  |  |  |  |  |  |  |  |  |  |  |  |  |  |
|  | 7. Princesse Vittoria Ruspoli de Poggio Suasa              |  |  |  |  |  |  |  |  |  |  |  |  |  |  |  |
|  |                                                            |  |  |  |  |  |  |  |  |  |  |  |  |  |  |  |
|  |                                                            |  |  |  |  |  |  |  |  |  |  |  |  |  |  |  |
|  | 30. Joseph David Beers-Curtis                              |  |  |  |  |  |  |  |  |  |  |  |  |  |  |  |
|  |                                                            |  |  |  |  |  |  |  |  |  |  |  |  |  |  |  |
|  |                                                            |  |  |  |  |  |  |  |  |  |  |  |  |  |  |  |
|  | 15. Josephine Mary Beers-Curtis                            |  |  |  |  |  |  |  |  |  |  |  |  |  |  |  |
|  |                                                            |  |  |  |  |  |  |  |  |  |  |  |  |  |  |  |
|  |                                                            |  |  |  |  |  |  |  |  |  |  |  |  |  |  |  |
|  | 31. Elizabeth Shipton-Giles                                |  |  |  |  |  |  |  |  |  |  |  |  |  |  |  |
|  |                                                            |  |  |  |  |  |  |  |  |  |  |  |  |  |  |  |
|  |                                                            |  |  |  |  |  |  |  |  |  |  |  |  |  |  |  |